# 蓝色起源
藍色起源（英語：Blue Origin）是位於美國華盛頓州肯特市的私人航天公司，由亞馬遜公司創始人杰弗里·貝索斯於2000年創辦。在2011年連線雜誌的一篇採訪報導中，貝索斯提到藍色起源的使命是提高太空旅行的安全性並降低其成本。 目前該公司正在研製亞軌道和軌道飛船，並在2012年成功測試一種與阿波羅飛船和東方一號都不同的載人飛船逃生系統。 
Blue Origin於2014年進入軌道航天技術業務，最初是通過合同協議為其他公司提供火箭發動機。2015年，Blue Origin宣布計劃從佛羅里達製造和飛行自己的軌道運載火箭。預計BE-4將於2018年底完成發動機鑑定測試。
2015年以來，在幾乎所有的試飛中，無人飛行器的試飛高度都超過了100公里（62英里），最高時速超過了3馬赫（3,675公里/小時）。2019年5月，傑夫·貝索斯公佈了藍色起源的太空願景，併計劃在2024年實施一個名為「藍月」的登月計劃。2021年完成載人首飛，4名乘客越過卡門線。

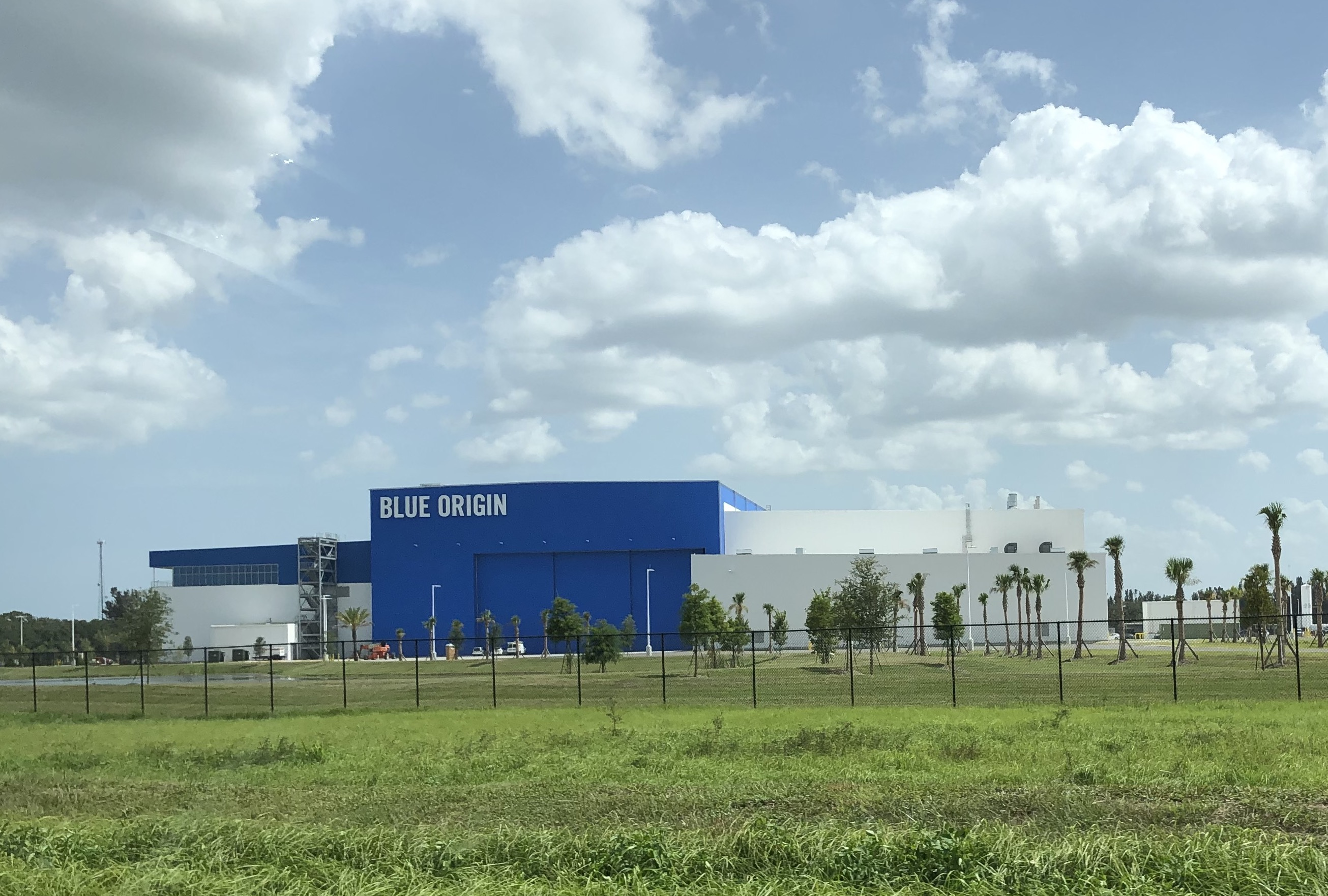
蓝色起源在佛羅里達的研发设施

## 歷史

### 新雪帕德火箭
2016年3月，Blue Origin邀請記者首次參觀位於華盛頓州肯特的總部與工廠。該公司計劃在2016年實現大幅增長。
2016年3月，貝佐斯討論了太空旅遊服務的計劃。
2019年12月11日完成了火箭的第十二次試飛。

### 新葛倫火箭
2016年9月，Blue Origin宣布其軌道火箭將被命名為New Glenn，以紀念第一位進入地球軌道的美國太空人約翰·葛倫，第一級直徑7米。在宣布新葛倫時，貝佐斯透露，下一個專案將是新阿姆斯特朗，但沒有詳細說明。
2017年9月，Blue Origin與新葛倫的第一位亞洲客戶Mu Space達成了交易。該公司總部位於泰國，計劃在亞太地區提供衛星的寬頻服務和太空旅行。
美国东部时间2025年1月16日15:03，“新格伦”首次发射升空。

### Blue Moon
2019年5月，傑夫·貝索斯公佈了藍色起源的太空願景，併計劃在2024年實施名為「藍月」的登月計劃。

## 設施
Blue Origin在西雅圖附近設有開發設施，並在西德克薩斯州設有運營發射設施，測試火箭發動機。2016年，Blue Origin繼續擴大其西雅圖地區的辦公室和火箭生產設施，購置了相鄰的11,000平方米（120,000平方英尺）的建築。並在2017年購買了建造新的21,900平方米（236,000平方英尺）倉庫綜合體，以及另外9,560平方米（102,900平方英尺）的辦公空間。

## 運載火箭

### 早期

#### 凱倫
Blue Origin的第一架飛行測試器被稱為凱倫（冥衛一）。

## 火箭發動機的升級

### BE-7
正在開發的BE-7發動機用於月球著陸器。預計將於2019年中進行首次點火測試。其功率低於Blue Origin在開發/生產中的其他發動機，但是這種低推力可以更好地控制軟著陸。
該發動機使用氫和氧推進劑。理論上，它提供了更好的性能，並允許每個泵以獨立的流量運行。

## 資金
2014年7月，傑夫·貝佐斯已向Blue Origin投資超過5億美元。即使到2016年3月，支持Blue Origin技術開發和運營的絕大部分資金也來自貝佐斯的私人投資，但是貝佐斯拒絕公開聲明這筆款項，直到2017年才公開披露年度數額。Blue Origin可能將在2019-2024年從美國空軍獲得5億美元的資助。目前為止，他們已收到1.81億美元。Blue Origin還完成了NASA幾個小型開發合約的工作，到2013年獲得了2570萬美元的資金。截至2017年4月，貝佐斯每年出售約10億美元的亞馬遜股票以私人融資Blue Origin。

## 合作

### 與DARPA的合作
藍色起源在DARPA XS-1太空飛機計劃的第一階段中與波音合作